# Tillyardomyia
Tillyardomyia is een vliegengeslacht uit de familie van de wolzwevers (Bombyliidae). De wetenschappelijke naam van het geslacht werd voor het eerst geldig gepubliceerd in 1927 door Tonnoir.